# 뇌하수체 전엽
뇌하수체 전엽(영어: anterior lobe of the pituitary gland, 腦下垂體前葉) 또는 앞뇌하수체(영어: anterior pituitary) 또는 샘뇌하수체(영어: adenohypophysis, 선뇌하수체)는 뇌하수체의 앞부분이다. 갑상선자극호르몬, 부신피질자극호르몬, 여포자극호르몬, 황체형성호르몬, 생장호르몬, 프로락틴을 분비한다. 중추신경계의 일부인 뇌하수체후엽과 달리 입천장의 일부가 자라난 라트케주머니에서 기원한다.

## 같이 보기
- 뇌하수체 전엽 호르몬
- 뇌하수체 후엽

1. ↑  대한의협 의학용어 사전 https://www.kmle.co.kr/search.php?Search=adenohypophysis&EbookTerminology=YES&DictAll=YES&DictAbbreviationAll=YES&DictDefAll=YES&DictNownuri=YES&DictWordNet=YES